# Discografia de Status Quo
La discografia de la banda britànica de rock Status Quo consisteix en trenta-tres àlbums d'estudi, dotze en directe, vint-i-sis recopilatoris, disset DVD, setanta-tres vídeos musicals, un EP, divuit caixes recopilatòries i noranta-vuit senzills.
Van iniciar la seva carrera el 1968 amb l'àlbum Picturesque Matchstickable Messages from the Status Quo, el senzill de les quals Pictures of Matchstick Men va aconseguir el setè lloc en la llista de senzills britànica i va ser l'únic èxit als Estats Units, ja que va aconseguir el lloc 12 als Billboard Hot 100. Les següents produccions Spare Parts (1969), Ma Kelly's Greasy Spoon (1970) i Dog of Two Head (1971) no van ingressar en cap llista musical. No obstant això, els seus senzills promocionals —Are You Growing Tired of My Love, Down the Dustpipe i Mean Girl respectivament— van entrar als top 50 dels UK Singles Chart. El 1972 Piledriver es va convertir en el seu primer àlbum d'estudi a entrar a la llista britànica —al cinquè lloc— mentre que Hello! de 1973 va arribar a ser el seu primer número 1 al Regne Unit. Els posteriors treballs d'estudi entre 1974 i 1979, van aconseguir ubicar-se als top 20 de diverses llistes d'èxit europees. Fins i tot On the Level de 1975 i Blue for You de 1976 es van situar a la primera posició de la llista setmanal britànica.
Amb Just Supposin' del 1980 i Never Too Late del 1981 la banda va innovar el seu so amb alguns elements de la new wave, que no va perjudicar la seva entrada a les llistes europees. 1+9+8+2 va arribar fins al primer lloc de la llista anglesa, sent el quart disc d'estudi a aconseguir-ho. Back to Back de 1983 va ser l'últim treball enregistrat amb el baix i cofundador Alan Lancaster, ja que després de tenir sèries discussions amb Francis Rossi i Rick Parfitt va renunciar el 1985. Tres anys després i amb John Edwards en reemplaçament de Lancaster, van llançar In the Army Now, que va aconseguir un gran èxit a Europa sobretot pel seu senzill homònim, que es va certificar amb disc de plata al Regne Unit i amb disc d'or a França. En finalitzar la dècada, la banda va experimentar amb el pop-rock a Ain't Complaining i Perfect Remedy, que els va brindar una sèrie de crítiques i llocs baixos a les llistes musicals de diversos països del vell continent. El 1990 el segell Vertigo va publicar el recopilatori Rocking All Over the Years, que ha estat el seu treball més venut al Regne Unit amb més de 600.000 còpies, sent certificat amb doble disc de platí el mateix any. Durant la dècada del 1990 van posar a la venda només quatre àlbums d'estudi dels quals va destacar Don't Stop, el seu primer disc de versions, ja que va obtenir el segon lloc a la llista anglesa i va ser certificat amb disc d'or per la British Phonographic Industry el 1996.
Entre el 2000 i el 2005 van publicar quatre discos d'estudi sent Heavy Traffic de 2002 el més reeixit d'ells, ja que va obtenir disc de plata al Regne Unit pocs dies després del seu llançament. Per la seva banda, In Search of the Fourth Chord de 2007 i Quid Pro Quo de 2011 es van situar als top 15 al seu propi país. El juny de 2013 van publicar Bula Quo!, la seva primera banda sonora en més de cinquanta anys de carrera. Mentre que el 2014 van editar la primera producció acústica Aquostic (Stripped Bare), que es va situar als top 5 de la llista britànica i va obtenir disc d'or per part de la BPI el desembre de 2014.Dos anys més tard van llançar la seva segona producció acústica anomenada Aquostic II: That's a Fact!, que va arribar fins al lloc 7 del recompte britànic. El 2019, va sortir al mercat Backbone, el primer enregistrat sense Rick Parfitt, que havia mort el 2016. Backbone va aconseguir el lloc 6 a la llista britànica i es va convertir en el vint-i-cinquè àlbum d'estudi de la banda en posicionar-se entre els deu més venuts al Regne Unit.
Fins al març del 2017 havien posicionat 45 àlbums a la llista britànica, dels quals quatre van assolir el primer lloc. Per la seva banda, el 2015 es va estimar que les seves vendes superaven els 118 milions de còpies venudes arreu del món.

## Àlbums

### Àlbums d'estudi
| Títol                                                                              | Detalls de l'àlbum                                                                               | Posició màxima a les llistes | Posició màxima a les llistes | Posició màxima a les llistes | Posició màxima a les llistes | Posició màxima a les llistes | Posició màxima a les llistes | Posició màxima a les llistes | Posició màxima a les llistes | Posició màxima a les llistes | Posició màxima a les llistes | Certificacions                                        |
| Títol                                                                              | Detalls de l'àlbum                                                                               | UK                           | AUS                          | AUT                          | FIN                          | GER                          | NL                           | NOR                          | SPA                          | SWE                          | SWI                          | Certificacions                                        |
| ---------------------------------------------------------------------------------- | ------------------------------------------------------------------------------------------------ | ---------------------------- | ---------------------------- | ---------------------------- | ---------------------------- | ---------------------------- | ---------------------------- | ---------------------------- | ---------------------------- | ---------------------------- | ---------------------------- | ----------------------------------------------------- |
| Picturesque Matchstickable Messages from the Status Quo                            | - Publicat: 27 setembre 1968 - Segell: Pye - Formats: LP, MC, 4-track, reel-to-reel              | —                            | —                            | —                            | —                            | —                            | —                            | —                            | —                            | —                            | —                            |                                                       |
| Spare Parts                                                                        | - Publicat: 26 setembre 1969 - Segell: Pye - Formats: LP                                         | —                            | —                            | —                            | —                            | —                            | —                            | —                            | —                            | —                            | —                            |                                                       |
| Ma Kelly's Greasy Spoon                                                            | - Publicat: 28 agost 1970 - Segell: Pye - Formats: LP, MC, 8-track                               | —                            | —                            | —                            | —                            | —                            | —                            | —                            | —                            | —                            | —                            |                                                       |
| Dog of Two Head                                                                    | - Publicat: 5 novembre 1971 - Segell: Pye - Formats: LP, MC, 8-track                             | —                            | —                            | —                            | —                            | —                            | —                            | —                            | —                            | —                            | —                            |                                                       |
| Piledriver                                                                         | - Publicat: 15 desembre1972 - Segell: Vertigo - Formats: LP, MC, 8-track                         | 5                            | 15                           | —                            | 13                           | 31                           | —                            | 23                           | —                            | —                            | —                            | - AUS: Platí - SWE: Or - UK: Or                       |
| Hello!                                                                             | - Publicat: 28 setembre 1973 - Segell: Vertigo - Formats: LP, MC, 8-track                        | 1                            | 19                           | —                            | 6                            | 37                           | —                            | 6                            | —                            | 10                           | —                            | - AUS: Platí - NL: Or - SWE: Or - SWI: Platí - UK: Or |
| Quo                                                                                | - Publicat: 3 maig 1974 - Segell: Vertigo - Formats: LP, MC, 8-track                             | 2                            | 23                           | 10                           | 10                           | 21                           | —                            | 6                            | —                            | 8                            | —                            | - AUS: Or - SWE: Or - UK: Or                          |
| On the Level                                                                       | - Publicat: 21 febrer 1975 - Segell: Vertigo - Formats: LP, MC, 8-track                          | 1                            | 2                            | —                            | 3                            | 11                           | 1                            | 4                            | 15                           | 1                            | —                            | - AUS: 3× Platí - NL: Or - SWE: Or - SWI: Or - UK: Or |
| Blue for You                                                                       | - Publicat: 12 març 1976 - Segell: Vertigo - Formats: LP, MC, 8-track                            | 1                            | 3                            | —                            | 17                           | 15                           | 2                            | —                            | —                            | 3                            | —                            | - AUS: 3× Platí - NL: Or - NZ: Platí - UK: Or         |
| Rockin' All Over the World                                                         | - Publicat: 11 novembre 1977 - Segell: Vertigo - Formats: LP, MC, 8-track                        | 5                            | 14                           | 24                           | 18                           | 7                            | 9                            | 16                           | —                            | 19                           | —                            | - AUS: 2× Platí - GER: Or - SWI: Or - UK: Or          |
| If You Can't Stand the Heat...                                                     | - Publicat: 27 octubre 1978 - Segell: Vertigo - Formats: LP, MC, 8-track                         | 3                            | 21                           | —                            | —                            | 11                           | 8                            | 18                           | —                            | 15                           | —                            | - AUS: Or - SWI: Or - UK: Or                          |
| Whatever You Want                                                                  | - Publicat: 12 octubre 1979 - Segell: Vertigo - Formats: LP, MC                                  | 3                            | 22                           | 16                           | —                            | 9                            | 7                            | 21                           | 7                            | 18                           | —                            | - AUS: Or - NL: Or - UK: Or                           |
| Just Supposin'                                                                     | - Publicat: 17 octubre 1980 - Segell: Vertigo - Formats: LP, MC                                  | 4                            | 31                           | 6                            | —                            | 14                           | 6                            | 22                           | 7                            | 26                           | —                            | - SPA: Or - SWI: Or - UK: Or                          |
| Never Too Late                                                                     | - Publicat: 13 març 1981 - Segell: Vertigo - Formats: LP, MC                                     | 2                            | 33                           | 9                            | —                            | 12                           | 15                           | 12                           | 12                           | 14                           | —                            | - UK: Or                                              |
| 1+9+8+2                                                                            | - Publicat: 16 abril 1982 - Segell: Vertigo - Formats: LP, MC                                    | 1                            | 60                           | 16                           | —                            | 29                           | 15                           | 7                            | —                            | 21                           | —                            | - UK: Or                                              |
| Back to Back                                                                       | - Publicat: 25 novembre 1983 - Segell: Vertigo - Formats: LP, MC                                 | 9                            | 97                           | —                            | —                            | 60                           | 26                           | —                            | —                            | 38                           | 20                           | - UK: Or                                              |
| In the Army Now                                                                    | - Publicat: 29 agost 1986 - Segell: Vertigo - Formats: CD, LP, MC                                | 7                            | 87                           | 12                           | 15                           | 14                           | 50                           | 6                            | 13                           | 12                           | 1                            | - NOR: Plata - SPA: Or - UK: Or                       |
| Ain't Complaining                                                                  | - Publicat: 6 juny 1988 - Segell: Vertigo - Formats: CD, LP, MC                                  | 12                           | —                            | 11                           | 12                           | 33                           | —                            | 13                           | —                            | 19                           | 5                            | - UK: Or                                              |
| Perfect Remedy                                                                     | - Publicat: 17 novembre 1989 - Segell: Vertigo - Formats: CD, LP, MC                             | 49                           | —                            | —                            | —                            | —                            | —                            | —                            | —                            | 40                           | 26                           | - UK: Plata                                           |
| Rock 'til You Drop                                                                 | - Publicat: 23 setembre 1991 - Segell: Vertigo - Formats: CD, LP, MC                             | 10                           | —                            | —                            | —                            | —                            | —                            | —                            | —                            | 22                           | 18                           |                                                       |
| Thirsty Work                                                                       | - Publicat: 22 agost 1994 - Segell: PolydOr - Formats: CD, LP, MC                                | 13                           | —                            | —                            | —                            | 87                           | 87                           | —                            | —                            | 6                            | 10                           |                                                       |
| Don't Stop                                                                         | - Publicat: 5 febrer 1996 - Segell: PolyGram TV - Formats: CD, MC                                | 2                            | —                            | —                            | —                            | 42                           | 88                           | —                            | —                            | 14                           | 28                           | - UK: Or                                              |
| Under the Influence                                                                | - Publicat: 31 març 1999 - Segell: Eagle - Formats: CD, MC                                       | 26                           | —                            | —                            | —                            | 56                           | 81                           | —                            | —                            | —                            | 28                           |                                                       |
| Famous in the Last Century                                                         | - Publicat: 17 abril 2000 - Segell: Universal Music TV - Formats: CD, MC                         | 19                           | —                            | —                            | —                            | 46                           | —                            | —                            | —                            | 20                           | 56                           |                                                       |
| Heavy Traffic                                                                      | - Publicat: 23 setembre 2002 - Segell: Universal Music TV - Formats: CD, MC                      | 15                           | 48                           | —                            | —                            | 35                           | 75                           | —                            | —                            | 30                           | 21                           | - UK: Plata                                           |
| Riffs                                                                              | - Publicat: 17 novembre 2003 - Segell: Universal Music TV - Formats: CD, MC                      | 44                           | —                            | —                            | —                            | —                            | —                            | —                            | —                            | —                            | 70                           | - UK: Plata                                           |
| The Party Ain't Over Yet                                                           | - Publicat: 19 setembre 2005 - Segell: Sanctuary - Formats: CD                                   | 18                           | —                            | —                            | —                            | 19                           | 65                           | —                            | —                            | 17                           | 21                           |                                                       |
| In Search of the Fourth Chord                                                      | - Publicat: 17 setembre 2007 - Segell: Fourth Chord - Formats: CD, LP                            | 15                           | —                            | —                            | —                            | 22                           | 71                           | —                            | —                            | 13                           | 18                           |                                                       |
| Quid Pro Quo                                                                       | - Publicat: 27 maig 2011 - Segell: Fourth Chord - Formats: CD, 2xCD, 2xLP, descàrrega digital    | 10                           | —                            | 26                           | —                            | 13                           | 32                           | —                            | —                            | 32                           | 8                            | - UK: Plata                                           |
| Bula Quo!                                                                          | - Publicat: 7 juny 2013 - Segell: Fourth Chord - Formats: 2xCD, LP, descàrrega digital           | 10                           | —                            | 27                           | —                            | 17                           | 41                           | —                            | —                            | 27                           | 13                           |                                                       |
| Aquostic – Stripped Bare                                                           | - Publicat: 17 octubre 2014 - Segell: Rhino - Formats: CD, 2xLP, descàrrega digital              | 5                            | —                            | 33                           | —                            | 15                           | 26                           | —                            | —                            | 43                           | 4                            | - UK: Or                                              |
| Aquostic II – That's a Fact!                                                       | - Publicat: 21 octubre 2016 - Segell: Fourth Chord - Formats: CD, 2xCD, 2xLP, descàrrega digital | 7                            | —                            | 37                           | —                            | 26                           | 50                           | —                            | —                            | —                            | 13                           |                                                       |
| Backbone                                                                           | - Publicat: 6 setembre 2019 - Segell: earMUSIC - Formats: CD, 2xCD, LP, descàrrega digital       | 6                            | 98                           | 23                           | —                            | 6                            | 28                           | —                            | 43                           | 31                           | 2                            |                                                       |
| "—" indica que no va entrar en les llistes o no es va publica en aquell territori. |                                                                                                  |                              |                              |                              |                              |                              |                              |                              |                              |                              |                              |                                                       |

### Àlbums en directe
| Títol                                                                              | Detall de l'àlbum | Posició màxima a les llistes | Posició màxima a les llistes | Posició màxima a les llistes | Posició màxima a les llistes | Posició màxima a les llistes | Posició màxima a les llistes | Posició màxima a les llistes | Posició màxima a les llistes | Posició màxima a les llistes | Certifications                              |
| Títol                                                                              | Detall de l'àlbum | UK                           | AUS                          | AUT                          | FIN                          | GER                          | NL                           | NOR                          | SWE                          | SWI                          | Certifications                              |
| ---------------------------------------------------------------------------------- | --- | ---------------------------- | ---------------------------- | ---------------------------- | ---------------------------- | ---------------------------- | ---------------------------- | ---------------------------- | ---------------------------- | ---------------------------- | ------------------------------------------- |
| Live!                                                                              | - Publicat: 4 març 1977 - Segell: Vertigo - Formats: 2xLP, MC, 8-track                                                              | 3                            | 6                            | 20                           | —                            | 3                            | 7                            | —                            | 9                            | —                            | - AUS: 2× Platí - GER: Or - NL: Or - UK: Or |
| Tokyo Quo                                                                          | - Publicat: 1977 - Segell: Vertigo - Formats: LP - Japan-only release                                                               | —                            | —                            | —                            | —                            | —                            | —                            | —                            | —                            | —                            |                                             |
| Live at the N.E.C.                                                                 | - Publicat: novembre 1982 (as part of From the Makers of... box set) / maig 1984 (individually) - Segell: Vertigo - Formats: LP, MC | 83                           | —                            | —                            | —                            | —                            | 43                           | —                            | 45                           | —                            |                                             |
| Live Alive Quo                                                                     | - Publicat: 2 novembre 1992 - Segell: PolydOr - Formats: CD, LP, MC                                                                 | 37                           | —                            | —                            | —                            | —                            | —                            | —                            | —                            | —                            |                                             |
| Pictures: Live at Montreux 2009                                                    | - Publicat: 12 octubre 2009 - Segell: Eagle Vision/Montreux Sounds - Formats: CD                                                    | 98                           | —                            | —                            | —                            | —                            | —                            | —                            | —                            | —                            |                                             |
| Live at the BBC                                                                    | - Publicat: 22 octubre 2010 - Segell: Mercury/Universal - Formats: 2xCD, 4xCD, 7xCD                                                 | 176                          | —                            | —                            | —                            | —                            | —                            | —                            | —                            | —                            |                                             |
| The Frantic Four Reunion 2013                                                      | - Publicat: 3 octubre 2013 - Segell: earMUSIC - Formats: 2xCD, 2xLP, descàrrega digital                                             | 37                           | —                            | —                            | —                            | 22                           | 75                           | —                            | —                            | 79                           |                                             |
| The Frantic Four's Final Fling – Live at the Dublin O2 Arena                       | - Publicat: 29 agost 2014 - Segell: earMUSIC - Formats: 2xCD, 2xLP, descàrrega digital                                              | 34                           | —                            | —                            | —                            | 36                           | 68                           | —                            | —                            | 58                           |                                             |
| Aquostic – Live at the Roundhouse                                                  | - Publicat: 13 abril 2015 - Segell: earMUSIC - Formats: 2xCD, 2xLP, descàrrega digital                                              | —                            | —                            | 51                           | —                            | —                            | 57                           | —                            | —                            | 33                           |                                             |
| The Last Night of the Electrics                                                    | - Publicat: 14 juliol 2017 - Segell: earMUSIC - Formats: 2xCD, 2xLP, descàrrega digital                                             | 24                           | —                            | —                            | —                            | 10                           | 93                           | —                            | —                            | 17                           |                                             |
| Down Down & Dignified at the Royal Albert Hall                                     | - Publicat: 17 agost 2018 - Segell: earMUSIC - Formats: CD, 2xLP, descàrrega digital                                                | —                            | —                            | —                            | —                            | 66                           | —                            | —                            | —                            | 35                           |                                             |
| Down Down & Dirty at Wacken                                                        | - Publicat: 17 agost 2018 - Segell: earMUSIC - Formats: CD, 2xLP, descàrrega digital                                                | —                            | —                            | —                            | —                            | 23                           | —                            | —                            | —                            | 15                           |                                             |
| "—" indica que no va entrar en les llistes o no es va publica en aquell territori. | |                              |                              |                              |                              |                              |                              |                              |                              |                              |                                             |

### Àlbums recopilatoris
| Títol                                                                              | Detalls de l'àlbum                                                                                 | Posició màxima a les llistes | Posició màxima a les llistes | Posició màxima a les llistes | Posició màxima a les llistes | Posició màxima a les llistes | Posició màxima a les llistes | Posició màxima a les llistes | Posició màxima a les llistes | Posició màxima a les llistes | Posició màxima a les llistes | Certificacions                     |
| Títol                                                                              | Detalls de l'àlbum                                                                                 | UK                           | AUS                          | AUT                          | FIN                          | GER                          | NL                           | NOR                          | SPA                          | SWE                          | SWI                          | Certificacions                     |
| ---------------------------------------------------------------------------------- | -------------------------------------------------------------------------------------------------- | ---------------------------- | ---------------------------- | ---------------------------- | ---------------------------- | ---------------------------- | ---------------------------- | ---------------------------- | ---------------------------- | ---------------------------- | ---------------------------- | ---------------------------------- |
| Status Quo-Tations                                                                 | - Publicat: novembre 1969 - Segell: Marble Arch - Formats: LP                                      | —                            | —                            | —                            | —                            | —                            | —                            | —                            | —                            | —                            | —                            |                                    |
| The Best of Status Quo                                                             | - Publicat: maig 1973 - Segell: Pye - Formats: LP, MC, 8-track                                     | 32                           | —                            | —                            | —                            | —                            | —                            | —                            | —                            | —                            | —                            |                                    |
| Golden Hour of Status Quo                                                          | - Publicat: juny 1973 - Segell: Golden Hour - Formats: LP, MC, 8-track                             | —                            | —                            | —                            | —                            | —                            | —                            | —                            | —                            | —                            | —                            | - UK: Plata                        |
| Down the Dustpipe                                                                  | - Publicat: octubre 1975 - Segell: Golden Hour - Formats: LP, MC, 8-track                          | 20                           | —                            | —                            | —                            | —                            | —                            | —                            | —                            | —                            | —                            | - UK: Plata                        |
| The Rest of Status Quo                                                             | - Publicat: setembre 1976 - Segell: Pye - Formats: LP, MC, 8-track                                 | —                            | —                            | —                            | —                            | —                            | —                            | —                            | —                            | —                            | —                            |                                    |
| 12 Gold Bars                                                                       | - Publicat: 14 març 1980 - Segell: Vertigo - Formats: LP, MC                                       | 3                            | 14                           | —                            | —                            | 19                           | 26                           | 22                           | 22                           | —                            | —                            | - AUS: Or - UK: Platí              |
| Fresh Quota                                                                        | - Publicat: 18 setembre 1981 - Segell: PRT - Formats: LP, MC - Mini-album                          | 74                           | —                            | —                            | —                            | —                            | —                            | —                            | —                            | —                            | —                            |                                    |
| 12 Gold Bars Vol. 2                                                                | - Publicat: 23 novembre 1984 - Segell: Vertigo - Formats: CD, LP, MC                               | 12                           | 80                           | —                            | —                            | —                            | —                            | —                            | —                            | —                            | —                            | - UK: Or                           |
| The Complete Hitalbum                                                              | - Publicat: gener 1985 - Segell: Arcade - Formats: LP, MC - Netherlands-only release               | —                            | —                            | —                            | —                            | —                            | 4                            | —                            | —                            | —                            | —                            |                                    |
| Hit Album                                                                          | - Publicat: febrer 1987 - Segell: Polystar - Formats: CD, LP, MC - Continental Europe-only release | —                            | —                            | —                            | —                            | 17                           | —                            | —                            | —                            | —                            | 8                            |                                    |
| Rocking All Over the Years                                                         | - Publicat: 8 octubre 1990 - Segell: Vertigo - Formats: CD, 2xLP, 2xMC                             | 2                            | 10                           | 14                           | —                            | 46                           | 20                           | —                            | 5                            | 20                           | 12                           | - SWE: Or - SWI: Or - UK: 2× Platí |
| Whatever You Want – The Very Best of Status Quo                                    | - Publicat: 13 octubre 1997 - Segell: PolyGram TV/Vertigo - Formats: 2xCD, 2xMC                    | 13                           | 71                           | —                            | —                            | 13                           | —                            | —                            | —                            | —                            | 18                           | - UK: Or                           |
| The Singles Collection 1966–1973                                                   | - Publicat: juny 1998 - Segell: Castle Music - Formats: 2xCD                                       | —                            | —                            | —                            | —                            | —                            | —                            | —                            | —                            | —                            | —                            |                                    |
| Greatest Hits and More                                                             | - Publicat: abril 2000 - Segell: Universal - Formats: 2xCD - Netherlands-only release              | —                            | —                            | —                            | —                            | —                            | 16                           | —                            | —                            | —                            | —                            |                                    |
| The Swedish Collection                                                             | - Publicat: abril 2002 - Segell: Universal - Formats: 2xCD - Sweden-only release                   | —                            | —                            | —                            | —                            | —                            | —                            | —                            | —                            | 5                            | —                            |                                    |
| XS All Areas – The Greatest Hits                                                   | - Publicat: 20 setembre 2004 - Segell: Universal Music TV - Formats: 2xCD                          | 16                           | —                            | —                            | —                            | 84                           | —                            | —                            | —                            | —                            | —                            | - UK: Platí                        |
| Gold                                                                               | - Publicat: agost 2005 - Segell: Universal - Formats: 2xCD                                         | —                            | —                            | —                            | 45                           | —                            | —                            | —                            | —                            | 31                           | —                            |                                    |
| Pictures – 40 Years of Hits                                                        | - Publicat: 10 novembre 2008 - Segell: Universal - Formats: 2xCD, 4xCD                             | 8                            | —                            | —                            | —                            | —                            | —                            | —                            | —                            | 2                            | —                            | - UK: Or                           |
| Die grössten Erfolge                                                               | - Publicat: 17 febrer 2012 - Segell: earMUSIC - Formats: CD - Continental Europe-only release      | —                            | —                            | —                            | —                            | —                            | —                            | —                            | —                            | —                            | 95                           |                                    |
| Rockin' All Over the World – The Collection                                        | - Publicat: 23 març 2015 - Segell: Spectrum Music - Formats: CD, digital download                  | —                            | —                            | —                            | —                            | —                            | —                            | —                            | —                            | —                            | —                            |                                    |
| Accept No Substitute! The Definitive Hits                                          | - Publicat: 20 novembre 2015 - Segell: Universal - Formats: 3xCD, 2xLP                             | 21                           | —                            | —                            | —                            | —                            | —                            | —                            | —                            | —                            | —                            |                                    |
| Whatever You Want: The Essential Status Quo                                        | - Publicat: 25 novembre 2016 - Segell: Spectrum Music - Formats: 3xCD                              | 90                           | —                            | —                            | —                            | —                            | —                            | —                            | —                            | —                            | —                            |                                    |
| Keep 'Em Coming! The Collection                                                    | - Publicat: 17 febrer 2017 - Segell: Music Club Deluxe - Formats: 2xCD                             | 70                           | —                            | —                            | —                            | —                            | —                            | —                            | —                            | —                            | —                            |                                    |
| Collected                                                                          | - Publicat: 6 octubre 2017 - Segell: Universal Music - Formats: 3xCD                               | —                            | —                            | 64                           | —                            | 49                           | —                            | —                            | —                            | —                            | —                            |                                    |
| Essential                                                                          | - Publicat: 28 agost 2020 - Segell: Universal Music - Formats: 3xCD                                | 28                           | —                            | —                            | —                            | —                            | —                            | —                            | —                            | —                            | —                            |                                    |
| Quo'ing In – The Best of the Noughties                                             | - Publicat: 16 setembre 2022 - Segell: earMUSIC - Formats: 2xCD, 3xCD, digital download            | 80                           | —                            | —                            | —                            | 35                           | —                            | —                            | —                            | —                            | 15                           |                                    |
| "—" indica que no va entrar en les llistes o no es va publica en aquell territori. | |                              |                              |                              |                              |                              |                              |                              |                              |                              |                              |                                    |

### Caixes recopilatòries
| Títol                                                                              | Detalls de l'àlbum                                                                       | Posició màxima a les llistes | Posició màxima a les llistes | Certificacions |
| Títol                                                                              | Detalls de l'àlbum                                                                       | UK                           | NL                           | Certificacions |
| ---------------------------------------------------------------------------------- | ---------------------------------------------------------------------------------------- | ---------------------------- | ---------------------------- | -------------- |
| From the Makers Of...                                                              | - Publicat: 5 novembre 1982 - Segell: Phonogram - Formats: 3xLP, 2xMC                    | 4                            | —                            | - UK: Or       |
| Great Box                                                                          | - Publicat: 25 juny 1991 - Segell: Vertigo - Formats: 4xCD - Japan-only release          | —                            | —                            |                |
| The 70s Singles Box                                                                | - Publicat: juliol 2001 - Segell: Castle Music - Formats: 6xCDS                          | —                            | —                            |                |
| The Essential Status Quo                                                           | - Publicat: novembre 2001 - Segell: Spectrum Music - Formats: 3xCD                       | —                            | —                            | - UK: Or       |
| The Singles Collection 1968–69                                                     | - Publicat: gener 2002 - Segell: Castle Music/Sanctuary - Formats: 7xCDS                 | —                            | —                            |                |
| Now and Then                                                                       | - Publicat: 13 juny 2005 - Segell: Crimson - Formats: 3xCD                               | 49                           | —                            |                |
| Top 100                                                                            | - Publicat: 23 agost 2010 - Segell: Universal - Formats: 5xCD - Netherlands-only release | —                            | 23                           |                |
| 4 Original Albums                                                                  | - Publicat: gener 2011 - Segell: Universal Music/Vertigo - Formats: 4xCD                 | —                            | —                            |                |
| 5 Original Albums                                                                  | - Publicat: agost 2011 - Segell: Mercury/Universal Music/Vertigo - Formats: 5xCD         | —                            | —                            |                |
| Classic Album Selection                                                            | - Publicat: 22 març 2013 - Segell: Mercury - Formats: 5xCD                               | —                            | —                            |                |
| The Vinyl Collection 1972–1980                                                     | - Publicat: 14 agost 2015 - Segell: Universal - Formats: 11xLP                           | —                            | —                            |                |
| 5 Classic Albums                                                                   | - Publicat: 6 novembre 2015 - Segell: Spectrum Music/Universal - Formats: 5xCD           | —                            | —                            |                |
| The Vinyl Collection 1981-1996                                                     | - Publicat: 10 febrer 2017 - Segell: Universal Music - Formats: 12xLP                    | —                            | —                            |                |
| The Vinyl Singles Collection 1972–1979                                             | - Publicat: 10 març 2017 - Segell: Universal Music/Vertigo - Formats: 13x7"              | —                            | —                            |                |
| The Vinyl Singles Collection 1980–1984                                             | - Publicat: 2 juny 2017 - Segell: Universal Music - Formats: 12x7"                       | —                            | —                            |                |
| The Vinyl Singles Collection 1984–1989                                             | - Publicat: 4 agost 2017 - Segell: Universal Music - Formats: 12x7"                      | —                            | —                            |                |
| The Vinyl Singles Collection 1990–1999                                             | - Publicat: 30 novembre 2018 - Segell: Universal Music - Formats: 16x7"                  | —                            | —                            |                |
| The Vinyl Singles Collection 2000–2010                                             | - Publicat: 26 abril 2019 - Segell: Universal Music - Formats: 10x7"                     | —                            | —                            |                |
| "—" indica que no va entrar en les llistes o no es va publica en aquell territori. |                                                                                          |                              |                              |                |

## Senzills

### 1960-1970
| Títol                                                                              | Any  | Posició màxima a les llistes | Posició màxima a les llistes | Posició màxima a les llistes | Posició màxima a les llistes | Posició màxima a les llistes | Posició màxima a les llistes | Posició màxima a les llistes | Posició màxima a les llistes | Posició màxima a les llistes | Posició màxima a les llistes | Certificacions | Àlbum                                                   |
| Títol                                                                              | Any  | UK                           | AUS                          | AUT                          | BEL (FLA)                    | GER                          | IRE                          | NL                           | SPA                          | SWI                          | US                           | Certificacions | Àlbum                                                   |
| ---------------------------------------------------------------------------------- | ---- | ---------------------------- | ---------------------------- | ---------------------------- | ---------------------------- | ---------------------------- | ---------------------------- | ---------------------------- | ---------------------------- | ---------------------------- | ---------------------------- | -------------- | ------------------------------------------------------- |
| Com "The Spectres"                                                                 |      |                              |                              |                              |                              |                              |                              |                              |                              |                              |                              |                |                                                         |
| "I (Who Have Nothing)"                                                             | 1966 | —                            | —                            | —                            | —                            | —                            | —                            | —                            | —                            | —                            | —                            |                | Senzills sense àlbum                                    |
| "Hurdy Gurdy Man"                                                                  | 1966 | —                            | —                            | —                            | —                            | —                            | —                            | —                            | —                            | —                            | —                            |                | Senzills sense àlbum                                    |
| "(We Ain't Got) Nothin' Yet"                                                       | 1967 | —                            | —                            | —                            | —                            | —                            | —                            | —                            | —                            | —                            | —                            |                | Senzills sense àlbum                                    |
| Com "Traffic Jam"                                                                  |      |                              |                              |                              |                              |                              |                              |                              |                              |                              |                              |                |                                                         |
| "Almost but Not Quite There"                                                       | 1967 | —                            | —                            | —                            | —                            | —                            | —                            | —                            | —                            | —                            | —                            |                | Senzill sense àlbum                                     |
| Com "Status Quo"                                                                   |      |                              |                              |                              |                              |                              |                              |                              |                              |                              |                              |                |                                                         |
| "Pictures of Matchstick Men"                                                       | 1968 | 7                            | 19                           | 18                           | —                            | 7                            | —                            | 3                            | —                            | 5                            | 12                           |                | Picturesque Matchstickable Messages from the Status Quo |
| "Black Veils of Melancholy"                                                        | 1968 | 51                           | 85                           | —                            | —                            | 36                           | —                            | —                            | —                            | —                            | —                            |                | Picturesque Matchstickable Messages from the Status Quo |
| "Ice in the Sun"                                                                   | 1968 | 8                            | 48                           | —                            | 19                           | 17                           | 17                           | —                            | —                            | —                            | 70                           |                | Picturesque Matchstickable Messages from the Status Quo |
| "Technicolor Dreams"                                                               | 1968 | —                            | —                            | —                            | —                            | —                            | —                            | —                            | —                            | —                            | —                            |                | Picturesque Matchstickable Messages from the Status Quo |
| "Make Me Stay a Bit Longer"                                                        | 1969 | —                            | —                            | —                            | —                            | —                            | —                            | —                            | —                            | —                            | —                            |                | Senzill sense àlbum                                     |
| Com "Status Quo"                                                                   |      |                              |                              |                              |                              |                              |                              |                              |                              |                              |                              |                |                                                         |
| "Are You Growing Tired of My Love"                                                 | 1969 | 46                           | —                            | —                            | —                            | —                            | —                            | —                            | —                            | —                            | —                            |                | Spare Parts                                             |
| "The Price of Love"                                                                | 1969 | —                            | —                            | —                            | —                            | —                            | —                            | —                            | —                            | —                            | —                            |                | Senzills sense àlbum                                    |
| "Down the Dustpipe"                                                                | 1970 | 12                           | 28                           | —                            | —                            | —                            | 11                           | —                            | —                            | —                            | —                            |                | Senzills sense àlbum                                    |
| "In My Chair"                                                                      | 1970 | 21                           | —                            | —                            | —                            | 38                           | —                            | —                            | —                            | —                            | —                            |                | Senzills sense àlbum                                    |
| "Tune to the Music"                                                                | 1971 | —                            | —                            | —                            | —                            | —                            | —                            | —                            | —                            | —                            | —                            |                | Senzills sense àlbum                                    |
| "Railroad"                                                                         | 1972 | —                            | —                            | —                            | —                            | —                            | —                            | —                            | —                            | —                            | —                            |                | Dog of Two Head                                         |
| "Paper Plane"                                                                      | 1972 | 8                            | —                            | —                            | —                            | 42                           | 11                           | —                            | —                            | —                            | —                            |                | Piledriver                                              |
| "Gerdundula"                                                                       | 1972 | 53                           | —                            | —                            | —                            | —                            | —                            | —                            | 16                           | —                            | —                            |                | Dog of Two Head                                         |
| "Mean Girl"                                                                        | 1973 | 20                           | —                            | —                            | —                            | 40                           | —                            | 14                           | —                            | —                            | —                            |                | Dog of Two Head                                         |
| "Don't Waste My Time"                                                              | 1973 | —                            | —                            | —                            | —                            | —                            | —                            | —                            | —                            | —                            | —                            |                | Piledriver                                              |
| "Caroline"                                                                         | 1973 | 5                            | 31                           | —                            | —                            | 36                           | 11                           | —                            | —                            | —                            | —                            | - UK: Plata    | Hello!                                                  |
| "Break the Rules"                                                                  | 1974 | 8                            | —                            | —                            | —                            | 18                           | —                            | —                            | —                            | —                            | —                            |                | Quo                                                     |
| "Just Take Me"                                                                     | 1974 | —                            | —                            | —                            | —                            | —                            | —                            | —                            | —                            | —                            | —                            |                | Quo                                                     |
| "Down Down"                                                                        | 1974 | 1                            | 4                            | 14                           | 1                            | 7                            | 2                            | 1                            | —                            | 2                            | —                            | - UK: Plata    | On the Level                                            |
| "Roll Over Lay Down" (live)                                                        | 1975 | 9                            | 2                            | —                            | 5                            | 15                           | —                            | 2                            | —                            | —                            | —                            |                | Senzill sense àlbum                                     |
| "Rain"                                                                             | 1976 | 7                            | 40                           | —                            | 10                           | 27                           | 14                           | 5                            | —                            | 8                            | —                            |                | Blue for You                                            |
| "Mystery Song"                                                                     | 1976 | 11                           | —                            | —                            | 21                           | 38                           | —                            | 15                           | —                            | —                            | —                            |                | Blue for You                                            |
| "Mad About the Boy"                                                                | 1976 | —                            | —                            | —                            | —                            | —                            | —                            | —                            | —                            | —                            | —                            |                | Blue for You                                            |
| "Wild Side of Life"                                                                | 1976 | 9                            | 8                            | —                            | 22                           | 15                           | 12                           | 18                           | —                            | —                            | —                            |                | Senzill sense àlbum                                     |
| "Spinning Wheel Blues"                                                             | 1977 | —                            | —                            | —                            | —                            | —                            | —                            | —                            | —                            | —                            | —                            |                | Ma Kelly's Greasy Spoon                                 |
| "Rockin' All Over the World"                                                       | 1977 | 3                            | 12                           | 22                           | 18                           | 7                            | 1                            | 11                           | —                            | 3                            | —                            | - UK: Or       | Rockin' All Over the Wor ld                             |
| "Rockers Rollin'" / "Hold You Back"                                                | 1977 | —                            | —                            | —                            | 15                           | 30                           | —                            | 6                            | —                            | —                            | —                            |                | Rockin' All Over the Wor ld                             |
| "Again and Again"                                                                  | 1978 | 13                           | —                            | —                            | 28                           | 18                           | 5                            | 9                            | —                            | 8                            | —                            |                | If You Can't Stand the Heat...                          |
| "Accident Prone"                                                                   | 1978 | 36                           | —                            | —                            | 15                           | 19                           | —                            | 10                           | —                            | —                            | —                            |                | If You Can't Stand the Heat...                          |
| "Like a Good Girl"                                                                 | 1979 | —                            | —                            | —                            | —                            | —                            | —                            | —                            | —                            | —                            | —                            |                | If You Can't Stand the Heat...                          |
| "Whatever You Want"                                                                | 1979 | 4                            | 22                           | 11                           | 4                            | 12                           | 5                            | 5                            | 2                            | —                            | —                            | - UK: Plata    | Whatever You Want                                       |
| "Living on an Island"                                                              | 1979 | 16                           | 62                           | —                            | —                            | 38                           | 12                           | 25                           | 28                           | —                            | —                            |                | Whatever You Want                                       |
| "—" indica que no va entrar en les llistes o no es va publica en aquell territori. |      |                              |                              |                              |                              |                              |                              |                              |                              |                              |                              |                |                                                         |

### 1980-1990
| Títol                                                                              | Any  | Posició màxima a les llistes | Posició màxima a les llistes | Posició màxima a les llistes | Posició màxima a les llistes | Posició màxima a les llistes | Posició màxima a les llistes | Posició màxima a les llistes | Posició màxima a les llistes | Posició màxima a les llistes | Certifications | Album                      |
| Títol                                                                              | Any  | UK                           | AUS                          | AUT                          | BEL (FLA)                    | GER                          | IRE                          | NL                           | SPA                          | SWI                          | Certifications | Album                      |
| ---------------------------------------------------------------------------------- | ---- | ---------------------------- | ---------------------------- | ---------------------------- | ---------------------------- | ---------------------------- | ---------------------------- | ---------------------------- | ---------------------------- | ---------------------------- | -------------- | -------------------------- |
| "What You're Proposing"                                                            | 1980 | 2                            | 62                           | 4                            | 7                            | 3                            | 2                            | 4                            | 3                            | 2                            |                | Just Supposin'             |
| "Lies" / "Don't Drive My Car"                                                      | 1980 | 11                           | —                            | 9                            | 31                           | 38                           | 10                           | 24                           | —                            | —                            | - UK: Plata    | Just Supposin'             |
| "Something 'Bout You Baby I Like"                                                  | 1981 | 9                            | 89                           | —                            | —                            | 49                           | 7                            | 15                           | 8                            | 10                           |                | Never Too Late             |
| "Rock 'n' Roll"                                                                    | 1981 | 8                            | —                            | —                            | 33                           | —                            | 3                            | 20                           | 10                           | —                            | - UK: Plata    | Just Supposin'             |
| "Dear John"                                                                        | 1982 | 10                           | —                            | —                            | 18                           | —                            | 10                           | 24                           | —                            | —                            |                | 1+9+8+2                    |
| "She Don't Fool Me"                                                                | 1982 | 36                           | —                            | —                            | —                            | —                            | —                            | —                            | —                            | —                            |                | 1+9+8+2                    |
| "Young Pretender"                                                                  | 1982 | —                            | —                            | —                            | —                            | —                            | —                            | —                            | —                            | —                            |                | 1+9+8+2                    |
| "Jealousy"                                                                         | 1982 | —                            | —                            | —                            | —                            | —                            | —                            | —                            | —                            | —                            |                | 1+9+8+2                    |
| "Caroline" (live)                                                                  | 1982 | 13                           | —                            | —                            | —                            | —                            | 12                           | —                            | —                            | —                            |                | Live at the NEC            |
| "I Love Rock and Roll"                                                             | 1982 | —                            | —                            | —                            | —                            | —                            | —                            | —                            | —                            | —                            |                | 1+9+8+2                    |
| "Ol' Rag Blues"                                                                    | 1983 | 9                            | —                            | —                            | 31                           | 47                           | 7                            | 20                           | —                            | 17                           |                | Back to Back               |
| "A Mess of Blues"                                                                  | 1983 | 15                           | —                            | —                            | —                            | —                            | 12                           | —                            | —                            | —                            |                | Back to Back               |
| "Marguerita Time"                                                                  | 1983 | 3                            | —                            | —                            | —                            | 52                           | 7                            | 35                           | —                            | 23                           | - UK: Plata    | Back to Back               |
| "Going Down Town Tonight"                                                          | 1984 | 20                           | —                            | —                            | —                            | —                            | 14                           | —                            | —                            | —                            |                | Back to Back               |
| "The Wanderer"                                                                     | 1984 | 7                            | 54                           | —                            | 9                            | —                            | 3                            | 6                            | —                            | 10                           |                | 12 Gold Bars Vol.2         |
| "Rollin' Home"                                                                     | 1986 | 9                            | —                            | —                            | —                            | —                            | 1                            | 43                           | —                            | 10                           |                | In the Army Now            |
| "Red Sky"                                                                          | 1986 | 19                           | —                            | —                            | —                            | —                            | 5                            | —                            | —                            | 29                           |                | In the Army Now            |
| "In the Army Now"                                                                  | 1986 | 2                            | —                            | 1                            | 15                           | 1                            | 1                            | 15                           | 2                            | 1                            | - UK: Plata    | In the Army Now            |
| "Dreamin'"                                                                         | 1986 | 15                           | —                            | —                            | —                            | 20                           | 11                           | —                            | —                            | 17                           |                | In the Army Now            |
| "The Quo Cake Mix"                                                                 | 1987 | —                            | —                            | —                            | —                            | —                            | —                            | —                            | 13                           | —                            |                | Senzill sense àlbum        |
| "Ain't Complaining"                                                                | 1988 | 19                           | —                            | 5                            | —                            | 39                           | 8                            | —                            | —                            | 21                           |                | Ain't Complaining          |
| "Who Gets the Love?"                                                               | 1988 | 34                           | —                            | —                            | —                            | —                            | 27                           | —                            | —                            | —                            |                | Ain't Complaining          |
| "I Know You're Leaving"                                                            | 1988 | —                            | —                            | —                            | —                            | —                            | —                            | —                            | —                            | —                            |                | Ain't Complaining          |
| "Running All Over the World"                                                       | 1988 | 17                           | —                            | —                            | —                            | 48                           | 9                            | —                            | —                            | —                            |                | Senzill sense àlbum        |
| "Burning Bridges (On and Off and On Again)"                                        | 1988 | 5                            | —                            | —                            | —                            | —                            | 8                            | —                            | —                            | —                            | - UK: Plata    | Ain't Complaining          |
| "Not at All"                                                                       | 1989 | 50                           | —                            | —                            | —                            | —                            | —                            | —                            | —                            | —                            |                | Perfect Remedy             |
| "Little Dreamer"                                                                   | 1989 | 76                           | —                            | —                            | —                            | —                            | —                            | —                            | —                            | —                            |                | Perfect Remedy             |
| "The Anniversary Waltz – Part One"                                                 | 1990 | 2                            | 104                          | 9                            | 13                           | 17                           | 3                            | 5                            | —                            | 12                           | - UK: Plata    | Rocking All Over The Years |
| "The Anniversary Waltz – Part Two"                                                 | 1990 | 16                           | —                            | —                            | 33                           | —                            | 14                           | 66                           | —                            | —                            |                | Senzill sense àlbum        |
| "Can't Give You More"                                                              | 1991 | 37                           | —                            | —                            | —                            | —                            | —                            | —                            | —                            | —                            |                | Rock 'til You Drop         |
| "Rock 'til You Drop"                                                               | 1992 | 38                           | —                            | —                            | —                            | —                            | —                            | —                            | —                            | —                            |                | Rock 'til You Drop         |
| "Roadhouse Medley (Anniversary Waltz Part 25)"                                     | 1992 | 21                           | —                            | —                            | —                            | —                            | 27                           | —                            | —                            | —                            |                | Live Alive Quo             |
| "I Didn't Mean It"                                                                 | 1994 | 21                           | —                            | —                            | —                            | —                            | 23                           | —                            | —                            | —                            |                | Thirsty Work               |
| "Sherri, Don't Fail Me Now!"                                                       | 1994 | 38                           | —                            | —                            | —                            | —                            | —                            | —                            | —                            | —                            |                | Thirsty Work               |
| "Restless"                                                                         | 1994 | 39                           | —                            | —                            | —                            | —                            | —                            | —                            | —                            | —                            |                | Thirsty Work               |
| "When You Walk in the Room"                                                        | 1995 | 34                           | —                            | —                            | —                            | —                            | —                            | —                            | —                            | —                            |                | Don't Stop                 |
| "Fun Fun Fun" (with the Beach Boys)                                                | 1996 | 24                           | —                            | —                            | —                            | 81                           | —                            | —                            | —                            | —                            |                | Don't Stop                 |
| "Don't Stop"                                                                       | 1996 | 35                           | —                            | —                            | —                            | —                            | —                            | —                            | —                            | —                            |                | Don't Stop                 |
| "All Around My Hat" (with Maddy Prior)                                             | 1996 | 47                           | —                            | —                            | —                            | —                            | —                            | —                            | —                            | —                            |                | Don't Stop                 |
| "The Way It Goes"                                                                  | 1999 | 39                           | —                            | —                            | —                            | —                            | —                            | 62                           | —                            | —                            |                | Under the Influence        |
| "Little White Lies"                                                                | 1999 | 47                           | —                            | —                            | —                            | —                            | —                            | 73                           | —                            | —                            |                | Under the Influence        |
| "Twenty Wild Horses"                                                               | 1999 | 53                           | —                            | —                            | —                            | —                            | —                            | 96                           | —                            | —                            |                | Under the Influence        |
| "—" indica que no va entrar en les llistes o no es va publica en aquell territori. |      |                              |                              |                              |                              |                              |                              |                              |                              |                              |                |                            |

### 2000-actualitat
| Títol                                                                              | Any  | Posició màxima a les llistes | Posició màxima a les llistes | Posició màxima a les llistes | Posició màxima a les llistes | Posició màxima a les llistes | Posició màxima a les llistes | Àlbum                                          |
| Títol                                                                              | Any  | UK                           | AUT                          | BEL (FLA)                    | GER                          | NL                           | SWI                          | Àlbum                                          |
| ---------------------------------------------------------------------------------- | ---- | ---------------------------- | ---------------------------- | ---------------------------- | ---------------------------- | ---------------------------- | ---------------------------- | ---------------------------------------------- |
| "Mony Mony"                                                                        | 2000 | 48                           | —                            | —                            | —                            | —                            | —                            | Famous in the Last Century                     |
| "Old Time Rock and Roll"                                                           | 2000 | 78                           | —                            | —                            | —                            | —                            | —                            | Famous in the Last Century                     |
| "Jam Side Down"                                                                    | 2002 | 17                           | —                            | —                            | —                            | —                            | —                            | Heavy Traffic                                  |
| "All Stand Up (Never Say Never)"                                                   | 2002 | 51                           | —                            | —                            | —                            | —                            | —                            | Heavy Traffic                                  |
| "You'll Come 'Round"                                                               | 2004 | 14                           | —                            | —                            | —                            | —                            | —                            | XS All Areas – The Greatest Hits               |
| "Thinking of You"                                                                  | 2004 | 21                           | —                            | —                            | —                            | —                            | —                            | XS All Areas – The Greatest Hits               |
| "The Party Ain't Over Yet"                                                         | 2005 | 11                           | —                            | —                            | 90                           | —                            | —                            | The Part Ain't Over Yet                        |
| "All That Counts Is Love"                                                          | 2005 | 29                           | —                            | —                            | —                            | —                            | —                            | The Part Ain't Over Yet                        |
| "Beginning of the End"                                                             | 2007 | 48                           | —                            | —                            | —                            | —                            | —                            | In Search of the Fourth Chord                  |
| "It's Christmas Time"                                                              | 2008 | 40                           | —                            | —                            | —                            | —                            | —                            | Pictures – 40 Years of Hits                    |
| "Jump That Rock (Whatever You Want)" (as Scooter vs Status Quo)                    | 2008 | 57                           | 19                           | —                            | 11                           | 91                           | 79                           | Jumping All Over the World – Whatever You Want |
| "In the Army Now" (with the Corps of Army Music Choir)                             | 2010 | 31                           | —                            | —                            | —                            | —                            | —                            | Quid Pro Quo                                   |
| "Rock 'n' Roll 'n' You"                                                            | 2011 | —                            | —                            | —                            | —                            | —                            |                              | Quid Pro Quo                                   |
| "Two Way Traffic"                                                                  | 2011 | —                            | —                            | —                            | —                            | —                            | —                            | Quid Pro Quo                                   |
| "Better Than That"                                                                 | 2011 | —                            | —                            | —                            | —                            | —                            | —                            | Quid Pro Quo                                   |
| "Movin' On"                                                                        | 2012 | —                            | —                            | —                            | —                            | —                            | —                            | Quid Pro Quo                                   |
| "The Winner"                                                                       | 2012 | —                            | —                            | —                            | —                            | —                            | —                            | Quid Pro Quo                                   |
| "Bula Bula Quo!"                                                                   | 2013 | —                            | —                            | —                            | —                            | —                            | —                            | Bula Quo!                                      |
| "Looking Out for Caroline"                                                         | 2013 | —                            | —                            | 129                          | —                            | —                            | —                            | Bula Quo!                                      |
| "Go Go Go"                                                                         | 2013 | —                            | —                            | —                            | —                            | —                            | —                            | Bula Quo!                                      |
| "And It's Better Now"                                                              | 2014 | —                            | —                            | —                            | —                            | —                            | —                            | Aquostic – Stripped Bare                       |
| "Pictures of Matchstick Men"                                                       | 2014 | —                            | —                            | —                            | —                            | —                            | —                            | Aquostic – Stripped Bare                       |
| "Paper Plane"                                                                      | 2015 | —                            | —                            | —                            | —                            | —                            | —                            | Aquostic – Stripped Bare                       |
| "Break the Rules"                                                                  | 2015 | —                            | —                            | —                            | —                            | —                            | —                            | Aquostic – Stripped Bare                       |
| "That's a Fact"                                                                    | 2016 | —                            | —                            | —                            | —                            | —                            | —                            | Aquostic II – That's a Fact!                   |
| "Hold You Back"                                                                    | 2016 | —                            | —                            | —                            | —                            | —                            | —                            | Aquostic II – That's a Fact!                   |
| "Backbone"                                                                         | 2019 | —                            | —                            | —                            | —                            | —                            | —                            | Backbone                                       |
| "Liberty Lane"                                                                     | 2019 | —                            | —                            | —                            | —                            | —                            | —                            | Backbone                                       |
| "Face the Music"                                                                   | 2020 | —                            | —                            | —                            | —                            | —                            | —                            | Backbone                                       |
| "Cut Me Some Slack"                                                                | 2022 | —                            | —                            | —                            | —                            | —                            | —                            | Quo'ing In – The Best of the Noughties         |
| "—" indica que no va entrar en les llistes o no es va publica en aquell territori. |      |                              |                              |                              |                              |                              |                              |                                                |

## Vídeos

### Àlbums de vídeo
| Títol                                                        | Detalls de l'àlbum                                                                                       | Certificacions     |
| ------------------------------------------------------------ | --- | ------------------ |
| Of the Road                                                  | - Publicat: 1980 - Segell: VCL - Formats: VHS - Withdrawn soon after release                             |                    |
| Live in Concert at the N.E.C. Birmingham                     | - Publicat: Setembre 1983 - Segell: Spectrum/PolyGram Video - Formats: VHS, Beta                         |                    |
| End of the Road '84                                          | - Publicat: Novembre 1984 - Segell: Videoform - Formats: VHS, Beta, LD                                   |                    |
| More from the Road '84                                       | - Publicat: Febrer 1985 - Segell: Videoform - Formats: VHS, Beta                                         |                    |
| Preserved                                                    | - Publicat: Novembre 1985 - Segell: Heron Home Entertainment - Formats: VHS, Beta                        |                    |
| Rocking Through the Years                                    | - Publicat: Desembre 1986 - Segell: Channel 5 - Formats: VHS, Beta                                       |                    |
| Rocking All Over the Years – All Their Greatest Hits Live    | - Publicat: Octubre 1990 - Segell: PolyGram Music Video - Formats: VHS, LD                               |                    |
| Anniversary Waltz – A Celebration of 25 Rockin' Years        | - Publicat: Febrer 1991 - Segell: Castle Music Pictures - Formats: VHS, LD                               |                    |
| Rock 'til You Drop – The Live Event                          | - Publicat: Octubre 1991 - Segell: PolyGram Video - Formats: VHS                                         |                    |
| Knebwor th '90 – Top Stars Live on Stage                     | - Publicat: Desembre 1991 - Segell: Castle Music Pictures - Formats: VHS                                 |                    |
| Live Alive Quo                                               | - Publicat: Desembre 1992 - Segell: PolyGram Video - Formats: VHS                                        |                    |
| Don't Stop – 30th Anniversary Live Video                     | - Publicat: Febrer 1996 - Segell: PolyGram Video - Formats: VHS                                          |                    |
| Famous in the Last Century                                   | - Publicat: Octubre 2000 - Segell: Eagle Vision - Formats: VHS, DVD                                      |                    |
| Special Edition EP                                           | - Publicat: Gener 2003 - Segell: Classic Pictures Entertainment - Formats: DVD                           |                    |
| Live in Mexico Neza 2003                                     | - Publicat: Març 2004 - Segell: Union Neza Rock y Cultura - Formats: DVD - Mexico-only release           |                    |
| The Ultimate Anthology                                       | - Publicat: 30 agost 2004 - Segell: Ragnarock - Formats: DVD                                             |                    |
| XS All Areas – The Greatest Hits                             | - Publicat: Setembre 2004 - Segell: Warner Music Vision - Formats: DVD                                   | - UK: Or           |
| Classic Status Quo – The Universal Masters DVD Collection    | - Publicat: Febrer 2005 - Segell: Universal/Mercury - Formats: DVD                                       |                    |
| Inside Status Quo 1968–1991                                  | - Publicat: Maig 2005 - Segell: DTS Entertainment - Formats: 2xDVD                                       |                    |
| Down Down                                                    | - Publicat: Novembre 2005 - Segell: Universal/BR Music - Formats: DVD - Netherlands-only release         |                    |
| The Party Ain't Over Yet... 40 Years of Status Quo           | - Publicat: Novembre 2005 - Segell: Warner Music Vision - Formats: 2xDVD                                 | - UK: Or           |
| The One and Only                                             | - Publicat: Setembre 2006 - Segell: Universal Music TV - Formats: DVD                                    |                    |
| Just Doin' It Live                                           | - Publicat: 6 novembre 2006 - Segell: Warner Music Vision - Formats: DVD                                 | - AUS: Or - UK: Or |
| Pictures: Live at Montreux 2009                              | - Publicat: 12 octubre 2009 - Segell: Eagle Vision/Montreux Sounds - Formats: DVD, Blu-ray               |                    |
| Live at the BBC                                              | - Publicat: 2 octubre 2010 - Segell: Mercury/Universal - Formats: DVD                                    |                    |
| Hello Quo!                                                   | - Publicat: 29 octubre 2012 - Segell: Anchor Bay Entertainment - Formats: DVD, 2xDVD, Blu-ray, 2xBlu-ray |                    |
| The Frantic Four Reunion 2013 – Live at Wembley Arena        | - Publicat: 3 octubre 2013 - Segell: earMUSIC - Formats: DVD, Blu-ray                                    |                    |
| The Frantic Four's Final Fling – Live at the Dublin O2 Arena | - Publicat: 29 agost 2014 - Segell: earMUSIC - Formats: DVD, Blu-ray                                     |                    |
| Aquostic – Live at the Roundhouse                            | - Publicat: 13 abril 2015 - Segell: earMUSIC - Formats: DVD, Blu-ray                                     |                    |
| Accept No Substitute! The Definitive Hits & More!            | - Publicat: 20 novembre 2015 - Segell: Universal Music TV - Formats: 2xDVD                               |                    |
| The Last Night of the Electrics                              | - Publicat: 14 juliol 2017 - Segell: earMSIC - Formats: DVD, Blu-ray                                     |                    |

### Vídeos musicals
| Any  | Títol                                                | Mitjà            | Director           |
| ---- | ---------------------------------------------------- | ---------------- | ------------------ |
| 1968 | "Ice in the Sun"                                     | B&W Film         |                    |
| 1968 | "Technicolour Dreams"                                | B&W Film         |                    |
| 1970 | "Down the Dustpipe"                                  | Colour Film      |                    |
| 1970 | "In My Chair"                                        | Colour Film      |                    |
| 1971 | "Tune to the Music"                                  | Colour Film      |                    |
| 1972 | "Paper Plane"                                        | Colour Film      |                    |
| 1974 | "Down Down"                                          | Colour Film      |                    |
| 1975 | "Roll Over Lay Down"                                 | Colour VT        |                    |
| 1976 | "Rain"                                               | Colour VT        |                    |
| 1976 | "Mystery Song"                                       | Colour VT        |                    |
| 1976 | "Wild Side of Life"                                  | Colour VT        |                    |
| 1976 | "Is There a Better Way"                              | Colour VT        |                    |
| 1977 | "Rockin All Over the World"                          | Colour VT        |                    |
| 1977 | "Rockers Rollin"                                     | Colour Film      |                    |
| 1978 | "Again and Again"                                    | Colour Film      |                    |
| 1978 | "Someone Show Me Home"                               | Colour Film      |                    |
| 1978 | "Accident Prone"                                     | Colour Film      |                    |
| 1978 | "Let Me Fly"                                         | Colour Film      |                    |
| 1979 | "Whatever You Want"                                  | Colour VT        |                    |
| 1979 | "Who Asked You"                                      | Colour VT        |                    |
| 1979 | "Living on an Island"                                | Colour VT        |                    |
| 1979 | "Runaway"                                            | Colour VT        |                    |
| 1980 | "What You're Proposing"                              | Colour VT        |                    |
| 1980 | "Lies"                                               | Colour VT        |                    |
| 1980 | "Don't Drive My Car"                                 | Colour VT        |                    |
| 1981 | "Something 'Bout You Baby I Like"                    | Colour VT        | Godley &amp; Creme |
| 1981 | "Rock 'n' Roll"                                      | Colour VT        |                    |
| 1982 | "Dear John"                                          | Colour VT        |                    |
| 1983 | "Ol Rag Blues"                                       | Colour VT        |                    |
| 1983 | "A Mess of Blues"                                    | Colour Film      | Nigel Dick         |
| 1983 | "Marguerita Time"                                    | Colour Film      | Nigel Dick         |
| 1984 | "Going Down Town Tonight"                            | Colour Film      |                    |
| 1984 | "The Wanderer"                                       | Colour Film      | Sebastian Harris   |
| 1986 | "Rollin' Home"                                       | Colour Film      |                    |
| 1986 | "Red Sky"                                            | Colour Film      |                    |
| 1986 | "In The Army Now"                                    | B&W/ Colour Film |                    |
| 1986 | "Dreamin"                                            | Colour Film      |                    |
| 1988 | "Ain't Complaining"                                  | Colour Film      | Terry Bulley       |
| 1988 | "Who Gets the Love"                                  | Colour Film      | Mike Brady         |
| 1988 | "Running All Over the World"                         | Colour Film      |                    |
| 1988 | "Burning Bridges"                                    | Colour Film      |                    |
| 1989 | "Not at All"                                         | Colour Film      |                    |
| 1989 | "Little Dreamer"                                     | Colour Film      |                    |
| 1990 | "The Anniversary Waltz - Part One"                   | Colour Film      |                    |
| 1990 | "The Anniversary Waltz - Part Two"                   | Colour Film      |                    |
| 1992 | "Rock Till You Drop"                                 | Colour Film      |                    |
| 1994 | "Come On You Reds"                                   | Colour Film      |                    |
| 1994 | "I Didn't Mean It"                                   | Colour Film      |                    |
| 1994 | "Sherri Don't Fail Me Now"                           | Colour Film      |                    |
| 1994 | "Restless"                                           | B&W/ Colour Film |                    |
| 1995 | "When You Walk in the Room"                          | B&W/ Colour Film |                    |
| 1996 | "Fun, Fun, Fun"                                      | B&W/ Colour VT   |                    |
| 1996 | "All Around My Hat"                                  | Colour VT        |                    |
| 1999 | "The Way It Goes"                                    | Colour Film      |                    |
| 2002 | "Jam Side Down"                                      | Colour Film      |                    |
| 2004 | "You'll Come Round"                                  | Colour Film      |                    |
| 2004 | "Thinking of You"                                    | Colour Film      |                    |
| 2005 | "The Party Ain't Over Yet"                           | Colour Film      |                    |
| 2005 | "All That Counts Is Love"                            | Colour Film      |                    |
| 2007 | "Beginning of the End"                               | Colour VT        |                    |
| 2008 | "Jump That Rock (Whatever You Want)"                 | Colour VT        | Marc Schölermann   |
| 2008 | "It's Christmas Time"                                | Colour VT        |                    |
| 2010 | "In The Army Now - Reissue"                          | Colour VT        |                    |
| 2011 | "Rock 'n' Roll 'n' You"                              | Colour VT        |                    |
| 2011 | "Two Way Traffic"                                    | B&W VT           |                    |
| 2011 | "Let's Rock"                                         | B&W VT           |                    |
| 2013 | "Bula Bula Quo"                                      | Colour VT        |                    |
| 2013 | "Looking Out for Caroline"                           | Colour VT        |                    |
| 2013 | "Go, Go, Go"                                         | B&W VT           |                    |
| 2014 | "Rockin All Over The World - Aquostic Stripped Bare" | Colour VT        |                    |
| 2016 | "That's a Fact!"                                     | Colour VT        |                    |
| 2019 | "Backbone"                                           | Colour VT        |                    |
| 2019 | "Liberty Lane"                                       | Colour VT        |                    |